# 40 és annyi
A 40 és annyi (eredeti cím: This Is 40) 2012-ben bemutatott egész estés amerikai romantikus filmvígjáték, amelynek rendezője, producere és forgatókönyvírója Judd Apatow.
A főbb szerepekben Paul Rudd, Leslie Mann, John Lithgow, Megan Fox és Albert Brooks látható. A film Apatow 2007-es Felkoppintva című vígjátékának spin-offja. A történet középpontjában az előző filmben is szereplő házaspár, Pete (Rudd) és Debbie (Mann) áll, akik a negyvenedik életévüket betöltve új életkihívásokkal néznek szembe.
A mozifilm az Apatow Productions gyártásában készült és a Universal Pictures forgalmazásában jelent meg.
Az Amerikai Egyesült Államokban 2012. december 21-én, Magyarországon 2013. január 31-én mutatták be a mozikban.
Kritikai fogadtatása nem volt egyértelműen pozitív, a szereplőket (különösen Mann, Rudd és Fox alakításait) és a film humorát mégis dicsérték a szakemberek. Ugyanakkor a hosszú játékidő és az alkalmanként céltalanná váló cselekmény bírálatok tárgyává vált.

## Cselekmény
Amikor zuhanyzás közben szeretkeznek, Pete bevallja feleségének, Debbie-nek, hogy bevett egy Viagrát, amit barátjától, Barrytől kapott. Debbie ezen feldühödik és félbeszakad az együttlétük. A nőt felzaklatja a tény, hogy hamarosan betölti negyvenedik életévét.
Öt évvel a Felkoppintva eseményei után Debbie egy butik tulajdonosa, Desi és Jodi alkalmazottként dolgozik az üzletben. Pete egy anyagi nehézséggekkel küzdő lemezkiadó céget vezet, barátai, Ronnie és Cat neki dolgoznak. A házaspárnak két lánygyermekük, a tizenéves Sadie és a nyolcéves Charlotte állandó marakodása is sok fejfájást okoz. Barátai, Jason és Barb tanácsára Debbie úgy dönt, javít házasságán és családi életén, beleértve szüleivel való kapcsolatát is. Debbie javaslatára Pete beleegyezik, hogy nem ad kölcsön több pénzt apjának, Larrynek, de amikor meglátogatja őt, képtelen közölni vele a hírt. Eközben Debbie a nőgyógyászától megtudja, hogy terhes, ám Pete-nek ezt nem mondja el.
Debbie szórakozni megy Desivel egy klubba és arra készül, hogy felelősségre vonja, amiért gyanúja szerint az pénzt lopott az üzletből. A szórakozóhelyen találkoznak a Philadelphia Flyers hokicsapat néhány tagjával, egyikük érdeklődést mutat Debbie iránt. Bár a nőt büszkeséggel tölti el, hogy még mindig kívánatos az ellenkező nem számára, elárulja a férfinak, hogy házas és gyermekei vannak. Debbie hazaviszi Desit és kikérdezi a lopott pénzzel kapcsolatban. Desi bevallja, hogy escortként is dolgozik, ezért tud drága dolgokat megvásárolni. Később Jodi elismeri Debbie-nek a lopás tényét (a pénz oxikodonra kellett neki), Debbie kirúgja beosztottját.
Pete a negyvenedik születésnapján vitatkozni kezd apjával a kölcsönadott pénzről. Debbie is összeszólalkozik saját apjával, aki szerinte tökéletesnek gondolja magát és nem tölt elég időt vele. Apja, Oliver elismeri, hogy közel sem tökéletes az élete és mindig is szerette lányát. Pete fültanúja lesz Debbie terhességének és dühében egy kerékpáron elviharzik a házból. Debbie és Larry a férfi keresésére indul, akit eközben baleset ért. Pete-t kórházba viszik, ahol Larry és Debbie kibékülnek egymással és Larry elmondja neki, hogy szerinte Debbie tartja össze a családot. Pete elmagyarázza feleségének, hogy valójában izgalommal tölti el a tény, miszerint hamarosan ismét apa lesz. Később közösen vesznek részt Ryan Adams koncertjén, akivel – felesége tanácsára – Pete lemezszerződést szeretne kötni.

## Szereplők
| Szereplő  | Színész          | Magyar hang        |
| --------- | ---------------- | ------------------ |
| Pete      | Paul Rudd        | Széles Tamás       |
| Debbie    | Leslie Mann      | Kökényessy Ági     |
| Jason     | Jason Segel      | Nagy Ervin         |
| Desi      | Megan Fox        | Bogdányi Titanilla |
| Oliver    | John Lithgow     | Szacsvay László    |
| Joseph    | Ryan Lee         | Császár András     |
| Sadie     | Maude Apatow     | Berkes Boglárka    |
| Ronnie    | Chris O’Dowd     | Görög László       |
| Catherine | Melissa McCarthy | Börcsök Enikő      |
| Cat       | Lena Dunham      | Földes Eszter      |
| Larry     | Albert Brooks    | Székhelyi József   |